# لويس ييلمسليف
لويس ترول ييلمسليف (بالدنماركية: Louis Trolle Hjelmslev) (3 أكتوبر 1899 – 30 مايو 1965) لساني دنماركي شكلت أفكاره أساس مدرسة كوبنهاغن للسانيات. ولد في عائلة أكاديمية (كان والده يوهانس ييلمسليف ‏ عالم رياضيات)، ودرس اللسانيات المقارنة في كوبنهاغن وبراغ وباريس (مع أنتوان مييه وجوزيف فندريس، من بين آخرين). في عام 1931، أسس مدرسة كوبنهاغ. قام بالتعاون مع هانز يورغن أولدال ‏ بتطوير نظرية بنيوية للغة أطلق عليها اسم الغلوسيماتيكية ‏، والتي طورت النظرية السيميائية لفرديناند دي سوسور. الغلوسيماتيكية كنظرية للغة تتميز بدرجة عالية من الشكلية. تهتم بوصف الخصائص الشكلية والدلالية للغة بشكل منفصل عن علم الاجتماع أو علم النفس أو علم الأحياء العصبي، وتتمتع بدرجة عالية من الدقة المنطقية. اعتبر ييلمسليف اللسانيات – أو الغلوسيماتيكية – علما صوريا. وكان مخترع اللسانيات الشكلية. أصبحت نظرية ييلمسليف مؤثرة على نطاق واسع في النحو البنيوي والوظيفي، وفي السيميائية.

## حياته
ولد ييلمسليف عام 1899 في كوبنهاغن. التحق بجامعة كوبنهاغن في عام 1917 لدراسة الرومانسية ولاحقًا فقه اللغة المقارن، حيث درس مع هولغر بيدرسن وآخرين. تم الانتهاء من أطروحته للماجستير حول الصوتيات الليتوانية في عام 1923 بناءً على العمل الميداني في ليتوانيا في عام 1921.:168حصل على الدكتوراه في فقه اللغة الهندية الأوروبية المقارنة عن دراساته البلطقية من عام 1932،:169وتولى فيما بعد منصب هولغر بيدرسن في كوبنهاغن بعد أن كان في آرهوس من عام 1934 إلى عام 1937.:172
كان متزوجا من فيبيكي ماكيبرانغ.:168

## الحلقة اللسانية في كوبنهاغن
تأسست الحلقة اللسانية في كوبنهاغن على يد ييلمسليف ومجموعة من زملائه الدنماركيين في 24 سبتمبر 1931. كان مصدر إلهامهم الرئيسي هو حلقة براغ اللسانية، التي تأسست عام 1926. لقد كان، في المقام الأول، منتدى لمناقشة المشاكل النظرية والمنهجية في اللسانيات. في البداية، كان اهتمامهم يكمن بشكل أساسي في تطوير مفهوم بديل للفونيم، لكنه تطور لاحقًا إلى نظرية كاملة تمت صياغتها في الغلوسيماتيكية، وتأثرت بشكل ملحوظ بالبنيوية. نمت عضوية المجموعة بسرعة ونتج عن ذلك قائمة كبيرة من المنشورات، بما في ذلك سلسلة غير منتظمة من الأعمال الأكبر حجمًا تحت اسم (Travaux du Cercle Linguistique de Copenhague). تم إنتاج نشرة (Bulletin)، تلتها مجلة دولية للبحوث البنيوية في اللغة (Acta Linguistica) (سُمّيت فيما بعد "Acta Linguistica Hafniensia")، والتي تأسست مع أعضاء الحلقة اللسانية في براغ. وكانت في ذلك الوقت المجلة الوحيدة المخصصة صراحة للبنيوية. مع استراحة قصيرة واحدة من عام 1934 إلى عام 1937، بينما كان يحاضر في جامعة آرهوس، عمل ييلمسليف كرئيس للحلقة حتى وقت قصير قبل وفاته في عام 1965. لا تزال الحلقة اللسانية في كوبنهاغن موجودة حتى اليوم وتقوم بترتيب الندوات وتنشر مجلة "Acta Linguistica Hafniensia" وتُدير لجانًا فرعية.

## العمل النظري
نشر ييلمسليف ورقته البحثية الأولى عندما كان عمره 25 عامًا. ويعد كتابه الرئيسي الأول، (Principes de grammaire générale) "مبادئ القواعد العامة"، والذي أنهاه في عام 1928، مصدرًا لا يقدر بثمن لأي شخص مهتم بعمل ييلمسليف . خلال ثلاثينيات القرن العشرين، كتب ييلمسليف كتابًا آخر بعنوان (La catégorie des cas)، والذي كان بمثابة مساهمة كبيرة في اللسانيات. في هذا الكتاب، قام ييلمسليف بتحليل الفئة العامة للحالة بالتفصيل، مقدمًا مادة تجريبية وافرة تدعم فرضياته. من المهم قراءة عمل ييلمسليف باعتباره نظرية متطورة باستمرار حول نظرية المعرفة في اللسانيات. قام بأول رحلة أكاديمية له في عام 1921 إلى ليتوانيا لدراسة اللغة الليتوانية، وهي تجربة يمكن تتبعها في جميع أعماله.
كتابه الأكثر شهرة، (Omkring sprogteoriens grundlæggelse)، أو في الترجمة الإنجليزية (Prolegomena to a Theory of Language) "مقدمة في نظرية اللغة"، الذي نُشر لأول مرة في عام 1943، ينتقد المنهجيات السائدة آنذاك في اللسانيات باعتبارها وصفية، وحتى قصصية، وليست منهجية. واقترح نظرية لسانية تهدف إلى تشكيل أساس للسانيات أكثر عقلانية والمساهمة في نظرية المعرفة العامة. مثل فرديناند دي سوسور (1857-1913)، قبِل اللغة كنظام من العلامات، من وجهة نظر استخدام اللغة. وقال إن نظرية السيميائية يجب أن تكون متسقة في حد ذاتها، وشاملة، وبسيطة قدر الإمكان.

### نموذج علامة ييلمسليف
نموذج علامة هلمسليف هو تطوير لنموذج الإشارة الثنائية لسوسير. اعتبر سوسير العلامة ذات وجهين، الدال والمدلول. اشتهر هلمسليف بإعادة تسمية الدال والمدلول على مستوى التعبير (expression plane) وعلى مستوى المحتوى (content plane)، كما ميز أيضًا بين الشكل والمضمون. ومن شأن المجموعات الأربعة أن تميز بين شكل المحتوى (form of content) وشكل التعبير (form of expression) وجوهر المحتوى (substance of content) وجوهر التعبير (substance of expression). في تحليل ييلمسليف ، العلامة هي وظيفة بين شكلين، شكل المحتوى وشكل التعبير، وهذه هي نقطة البداية في التحليل اللساني. غير أن كل وظيفة علامة تتجلى أيضا بمادتين: جوهر المحتوى (content substance) وجوهر التعبير (expression substance). جوهر المحتوى هو المظهر المادي والمفاهيمي للعلامة. وجوهر التعبير هو الجوهر المادي الذي تتجلى فيه العلامة. ويمكن أن يكون هذا الجوهر سليما، كما هو الحال في معظم اللغات المعروفة، ولكنه يمكن أن يكون أي مادة داعمة على الإطلاق، على سبيل المثال، حركات اليد كما هو الحال في لغات الإشارة، أو علامات مميزة على وسيلة مناسبة كما هو الحال في العديد من أنظمة الكتابة المختلفة في العالم.
باختصار، كان ييلمسليف يقترح طريقة علمية مفتوحة للتحليل باعتبارها سيميائية جديدة. باقتراحه هذا، كان يتفاعل ضد وجهة النظر التقليدية في علم الصوتيات والتي تقول بأن الأصوات يجب أن تكون محور البحث. فسّر البعض عمله كما لو أن ييلمسليف جادل بأنه لا يمكن تفسير أي علامة ما لم يتم وضعها في سياقها – التعامل مع وظائفه وتعبيره ومحتواه كآليات دلالية عامة (على سبيل المثال بواسطة ألخيرداس جوليان غريماس) بالنسبة لييلمسليف، فإن وجهة نظر اللساني حول المعنى هي وجهة نظر شكل المحتوى. حتى لو كان جوهر المحتوى مهمًا، فيجب تحليله من وجهة نظر الشكل. لا تُظهر الصور والأدب نفس المبادئ التنظيمية فحسب، بل على نطاق أوسع، فإن الإدراك البصري والسمع، على الرغم من أنهما ليسا متطابقين بالتأكيد، يتفاعلان بطرق معقدة بشكل مدهش على مستويات أعمق من التسلسل الهرمي للعلامات الذي سعى ييلمسليف إلى فهمها.

## التقدير
قدم ييلمسليف اقتراحًا جريئًا لتحويل التحليل الفني إلى تحقيق واسع النطاق، مؤكدًا على أن التركيز الحقيقي للسانيات يجب أن ينصب على اللغة والثقافة الإنسانية التي تعيد اختراعها باستمرار، ويجب الحفاظ على ذاكرة المجتمع بأكملها لمعارفه المتراكمة من خلال اللغة. لقد كانت هذه حجة صعبة ولكنها بناءة في ذلك الوقت، ولا تزال ذات أهمية حتى اليوم. ومن الأكثر وضوحًا أن خطوط بحث ييلمسليف قد تم تناولها من قبل جيل ديلوز وفيليكس غواتاري (انظر فصول "مسلمات اللسانيات" (Postulates of Linguistics) و"جيولوجيا الأخلاق" (Geology of Morals) من كتاب ألف هضبة ‏ "A Thousand Plateaus")، ومن ثم أتباعهم.

## المصطلحات
قدم ييلمسليف المصطلحات: (glosseme) و(ceneme) و(prosodeme) و(plereme) كوحدات لسانية، مماثلة للفونيم والمورفيم، وما إلى ذلك.
أيضًا، أشهر أعماله، "مقدمة لنظرية اللغة"، يهتم في الغالب بالتعريف الرسمي للمصطلحات لتحليل أي مستوى من نظام العلامات، وعلى هذا النحو توجد مصطلحات ييلمسليفية حصريًا لذلك.

## روابط خارجية
- لويس ييلمسليف على موقع الموسوعة البريطانية (الإنجليزية)